# Мажуга Петро Маркович
Петро Маркович Мажуга (4 березня 1920, Петруші, Чернігівська область — 3 вересня 2011, Київ) — український науковець у галузі морфології, цитології та гістології, професор (1965), доктор біологічних наук (1962), лауреат премії ім. Д. К. Заболотного АН УРСР (1983), засновник і перший завідувач відділу цитології та гістогенезу Інституту зоології імені І. І. Шмальгаузена НАН України, директор цієї установи протягом 1963—1965 років. Автор 236 наукових праць, зокрема 9 монографій.

## Життєпис
1950 року з відзнакою закінчив Київський ветеринарний інститут (зараз Ветеринарний факультет Національного університету біоресурсів і природокористування України) і відтоді до 1999 року працював у Інституті зоології імені І. І. Шмальгаузена НАН України. У 1953 році захистив кандидатську дисертацію «Про кровопостачання колінного суглоба». Докторську дисертацію захистив 1962 року на тему «Функціональна морфологія кровоносної системи кінцівок тварин і людини». З 1963 року очолював створений ним відділ цитології та гістогенезу Інституту зоології. Звання професора отримав по спеціальностям «цитологія» (1965) та «гістологія і ембріологія» (1970). Під його керівництвом були захищені 3 докторські та 18 кандидатських дисертацій.